# Threskiornis bernieri
L'ibis bianco del Madagascar (Threskiornis bernieri (Bonaparte, 1855)) è un ibis relativamente grande e dalla struttura pesante endemico della costa occidentale del Madagascar e dell'isola di Aldabra, nelle Seychelles.

## Tassonomia
In passato l'ibis bianco del Madagascar veniva considerato una sottospecie dell'ibis sacro, ma oggi viene trattato come specie a sé a causa delle considerevoli differenze osservate nell'ecologia e nella morfologia. È stato ipotizzato che si sia evoluto a partire dall'ibis sacro dopo che quest'ultimo, partendo dal continente africano, raggiunse e colonizzò il Madagascar.
Esistono due differenti sottospecie di ibis bianco del Madagascar: T. b. bernieri (Bonaparte, 1855), la forma nominale diffusa nel Madagascar, e T. b. abbotti (Ridgway, 1893), endemica di Aldabra, nelle Seychelles.

## Descrizione
L'adulto misura 65-89 cm di altezza e ha un'apertura alare di 112-124 cm. Il piumaggio è prevalentemente bianco, spesso con zone giallo-brunastre. Sul dorso si trovano anche ciuffi ornamentali di piume nere dai riflessi blu o verdi, formati dalle scapolari inferiori e dalle remiganti terziarie, che diventano più evidenti durante la stagione nuziale. Becco, testa, collo e zampe sono neri.
Somiglia moltissimo nell'aspetto all'ibis sacro, ma differisce da questo per le dimensioni leggermente inferiori, il becco più sottile, l'assenza del nero sul margine di uscita delle ali, le remiganti terziarie di colore ardesia-nerastro (sono ardesia-violaceo nell'ibis sacro), la struttura delle sacche golari ornamentali, le piume ornamentali meno sviluppate e il display nuziale. A differenza dell'ibis sacro, inoltre, sull'estremità delle ali il nero è limitato o del tutto assente e le piume nuziali delle secondarie più interne sono più sbiadite.
Entrambe le sottospecie hanno l'iride di colore celeste o bianco, molto diversa da quella marrone dell'ibis sacro. La sottospecie abbotti presenta anche una striscia nera sulle ali. Sebbene sia improbabile che sul campo questo ibis venga confuso con altre specie, a volte può essere scambiato per gli esemplari erratici di ibis sacro che di tanto in tanto visitano il Madagascar.
Il giovane è di aspetto simile all'adulto, ma ha la testa e il collo ricoperti da piume nere con striature bianche ed è privo dei pennacchi ornamentali sul dorso; in alcuni casi, può presentare del nero sulla punta delle ali.
È generalmente silenzioso, ma il suo richiamo è probabilmente simile a quello dell'ibis sacro.

## Distribuzione e habitat
Oltre che ad Aldabra, l'ibis bianco del Madagascar è scarsamente distribuito solo lungo la costa occidentale del Madagascar, in particolare nell'area compresa tra Port-Berge e Moromoe. Nonostante la sua rarità, popolazioni nidificanti stanziali caratterizzate da un'alta densità di individui sono presenti nelle mangrovie e negli estuari nei pressi di Soalala e delle baie di Sahamalaza e di Baly; la regione compresa tra queste località sembra costituire una roccaforte della specie.
L'ibis bianco del Madagascar è generalmente limitato alle piane fangose costiere, agli estuari, alle paludi di mangrovie e ai laghi costieri salmastri poco profondi, ma occasionalmente è possibile trovarlo anche in zone umide di acqua dolce. Frequenta di preferenza gli stagni ampi, aperti e privi di vegetazione circostante e ama riposare sui banchi di sabbia e le spiagge sabbiose. Nel corso di un censimento, oltre l'80% degli individui registrato è stato trovato entro 2 km dalla costa. Non si spinge mai al di sopra dei 150 m sul livello del mare. Dal punto di vista della scelta dell'habitat, questa specie appare più selettiva della sua controparte africana, che è presente in una gamma più ampia di habitat e fino ad altitudini maggiori.

## Biologia

### Alimentazione
L'ibis bianco del Madagascar si nutre di crostacei, invertebrati vari, scarti vegetali e, più occasionalmente, cattura rane, rettili e nidiacei. Va in cerca di cibo soprattutto nelle piane di marea, infilando il becco nel fango fino agli occhi. La sottospecie abbotti, alle Seychelles, si nutre nelle pozze tra i coralli e lungo le sponde della laguna (King, 1981 in Hancock). L'alimentazione è spesso un'attività solitaria, ma alcuni individui sono stati visti foraggiare in coppia o in gruppi di tre.

### Riproduzione
La deposizione delle uova ha luogo all'inizio della stagione delle piogge, in novembre e dicembre. La covata è costituita generalmente da 2 uova. Le misurazioni delle uova della sottospecie abbotti riportavano una dimensione media di 59,5×41,3 mm e un peso di 55 g.
Questo ibis nidifica in colonie, a volte anche miste, in compagnia di varie specie di Ardeidi come l'airone malgascio, l'airone guardabuoi e la garzetta del Madagascar. Il nido si trova a 2-3 m sopra la superficie dell'acqua, alla biforcazione di alberi di Avicennia e Rhizophora, ed è costituito soprattutto da ramoscelli, alcuni dei quali appartenenti alla pianta su cui si trova, ancora attaccati al tronco e ammantati di foglie. Ha una struttura robusta e misura 450-500 mm di diametro e 250 mm di profondità. Sono stati segnalati anche nidi più piccoli, di circa 250 mm di diametro.

## Conservazione

### Minacce
La popolazione del Madagascar è in netto calo principalmente a causa della raccolta insostenibile delle uova, del disturbo arrecato ai siti di nidificazione e del degrado delle zone umide. L'interferenza umana e la perdita dell'habitat rappresentano una minaccia anche per la sottospecie abbotti. Poiché gli esemplari che nidificano sembrano non avere alcun timore degli esseri umani, la specie costituisce un facile bersaglio per i cacciatori. La perdita e il degrado dell'habitat rappresentano un'altra seria minaccia. Aree fondamentali per la sopravvivenza della specie sono minacciate dall'inquinamento, dalla sedimentazione e dall'invasione delle sabbie alluvionali: tale sedimentazione è causata dall'erosione del suolo conseguente alla pratica dell'agricoltura taglia e brucia (BirdLife International, 2013). Anche le formazioni di mangrovie sono minacciate dalla distruzione per la produzione di carbone. Inoltre l'ibis potrebbe essere in competizione per il cibo con altre specie, quali la garzetta del Madagascar.
Dal momento che questo ibis è stato a lungo considerato una sottospecie dell'ibis sacro, non sono mai state proposte finora misure di conservazione separate. I siti costieri del Madagascar occidentale sono in genere scarsamente protetti, sebbene le nuove iniziative di conservazione delle zone umide ora includano questa specie come obiettivo di conservazione. Alle Seychelles, l'atollo di Aldabra è stato designato Riserva Speciale.

### Rapporti con l'uomo
Questa specie è sempre stata cacciata e le sue uova raccolte a scopo alimentare dagli abitanti dei villaggi locali; i nidiacei venivano persino allevati per servire da cibo in corrispondenza di eventi stagionali. A causa della sua passività e imprudenza, è facile catturarla quando è in cerca di cibo o sta nidificando.
Nel 1870, due esemplari furono inviati allo zoo di Londra dalla Societe d'Acclimatation di Parigi.

### Popolazione
La popolazione del Madagascar è stata stimata in 1500-2000 individui maturi, mentre quella della sottospecie abbotti su Aldabra in 300-750 individui, per una popolazione totale stimata di 2300-3250 individui. Il suo areale complessivo copre una superficie di 25500 km². Si stima che la popolazione globale sia diminuita di oltre il 20% negli ultimi 16 anni, soprattutto nel corso dell'ultimo decennio. L'ibis bianco del Madagascar è stato quindi classificato come «specie in pericolo» (Endangered) dalla IUCN ed è generalmente considerato raro in tutto il suo areale. I resoconti storici suggeriscono che un tempo fosse più comune.